# Paul Georg Ehrhardt
Paul Georg Ehrhardt (Pseudonyme: Janus; Paul der Scherschant) (* 21. Januar 1889 in Saarbrücken; † 28. November 1961 in München) war ein deutscher Ingenieur, Testpilot und Autor von Jagd- und Fliegerliteratur.
Paul Georg Ehrhardt machte 1909 seinen ersten Flug beim Flugmeeting in Reims als Passagier von Orville Wright, dem er 500 Goldfranken für einen Flug von zweieinhalb Minuten zahlte. Am 22. Juli 1913 erwarb er auf dem Flugplatz Johannisthal auf einer Etrich-Taube die Fluglizenz Nr. 466 und wurde professioneller Pilot. Am 10. Oktober 1913 führte er mit einem Wasser-Doppeldecker einen Siebenstundenflug über dem Bodensee aus. Im Ersten Weltkrieg diente er bei der Mercur Flugzeugbau als Testpilot, als der er auch ein von Albert Einstein entwickeltes Flügelprofil testete. Zeitweise (1916/17) bei den Kondor Flugzeugwerken am Flugplatz Gelsenkrichen-Essen-Rotthausen (damaliger Landkreis Essen, heute zu Gelsenkirchen) unter Chefkonstrukteur Walter Rethel tätig. 1917 wurde er Leiter der Entwicklungsabteilung der Luftverkehrsgesellschaft (LVG).
Später lebte er in Frankfurt am Main und entwickelte Details für die Verwendung in der  Materialwissenschaft und Werkstofftechnik sowie in der Fahrzeugtechnik und Wehrtechnik, zu denen er einige Patente erhielt.

## Veröffentlichungen
- Der Flieger-Robinson; (Geleitwort von Wolf Hirth)
- Ein Waidmann und ein Rehbock Waidmännisches Erleben im grünen Revier
- Transozean M I
- O transoccano M. 1
- Das goldene Knabenbuch
- Zellwolle Vom Wunder ihres Werdens
- Wuff, der Keiler, das Waldgespenst
- So entsteht ein Auto, Frankfurt 1930
- Die letzte Macht. Eine Utopie aus unserer Zeit; Roman in vier Büchern, mit Zeichnungen von Heinrich Kley. Drei Masken Verlag, München 1921.
- Tatra 77; Kopřivnice (Mähren), Tatra-Werke, 1935
- Gebrüder Thiel G. m. b. H., Ruhla i. Thür., 75 Jahre; 1937
- Uniformen am laufenden Band
- mit Paul Wolff, Alfred Tritschler: Arbeit; 1937
- 50 Jahre technisches Schaffen; Zittau, Phänomen-Werke Gustav Hiller A.G., 1938
- Palmström als Flieger. Unter Benutzung von Christian Morgensterns Galgenliedern und Palmströmgedichten; Hauserpresse Hans Schäfer, 1942; neu illustriert von Wolfgang Götze

## Patente
Nachfolgend eine Auswahl von Erfindungen und Patenten:
- Patent  DE396377C: Verfahren zur Verbesserung der Platinmetalle, der Metalle der Goldreihe und der Metalle der Eisenreihe. Angemeldet am 22. September 1922, veröffentlicht am 2. Juni 1924, Anmelder: Paul G. Ehrhardt, Frankfurt a. M..‌
- Patent  DE376666C: Feuerwaffe. Angemeldet am 11. November 1921, veröffentlicht am 8. August 1923, Anmelder: Paul G. Ehrhardt, Frankfurt a. M..‌
- Patent  DE415117C: Laufausbildung für Feuerwaffen. Veröffentlicht am 20. Juni 1925, Anmelder: Paul G. Ehrhardt, Frankfurt a. M..‌
- Patent  DE376666C: Luftkühlung fuer Verbrennungskraftmaschinen. Angemeldet am 5. Januar 1922, veröffentlicht am 2. Juni 1923, Anmelder: Paul G. Ehrhardt, Frankfurt a. M..‌
- Patent  DE396197C: Schutzverkleidung von Blattfedern, insbesondere fuer Kraftfahrzeuge. Angemeldet am 18. November 1922, veröffentlicht am 27. Mai 1924, Anmelder: Paul G. Ehrhardt, Frankfurt a. M..‌
- Patent  DE448406C: Fahrgestell fuer Vierradkraftwagen. Angemeldet am 6. Dezember 1925, veröffentlicht am 12. August 1927, Anmelder: Paul G. Ehrhardt, Frankfurt a. M..‌